# Yeti, der Schneemensch
Yeti, der Schneemensch (Originaltitel: The Abominable Snowman) ist ein britischer Abenteuerfilm des Regisseurs Val Guest aus dem Jahr 1957. Das Filmdrehbuch basiert auf dem Drehbuch für die Fernseh-Mini-Serie The Creature, das der Autor Nigel Kneale für die BBC verfasste. Deutschland-Premiere war am 7. März 1958.

## Handlung
Im Himalaya werden Fußabdrücke gefunden, die auf die Existenz geheimnisvoller Bergbewohner schließen lassen. Der Botaniker Dr. Rollason erforscht mit seiner Frau Helen Pflanzen im Himalaya. Die beiden haben dabei ihr Hauptquartier in einem buddhistischen Kloster aufgeschlagen.
Dr. Rollason erwartet eine Expedition unter der Leitung von Dr. Friend, um in den Gebirgen den legendären Yeti zu suchen. Zu fünft brechen sie auf, doch der Aufstieg ist schwierig. McNee tritt in eine Bärenfalle, die für den Yeti ausgelegt wurde. Nachts kommt ein Schneemensch ins Lager, den sie mit einem Gewehr erlegen. Doch Dr. Friend hat nicht nur wissenschaftliche Ziele, er will aus Profitgier einen Yeti lebend fangen und benutzt den Toten als Köder.
Die Schneemenschen, eigentlich friedliebende Geschöpfe setzen sich zur Wehr und treiben die Expeditionsteilnehmer in den Wahnsinn und damit in den Tod. Nur Dr. Rollason und seine Frau können zurückkehren.

## Kritiken
„Naives Gruselabenteuer. Hanebüchener Unfug, der bestenfalls Anlaß zu ungewollter Komik liefert.“

„Es ist ihm (Dr. Rollason) allerdings aufgegeben, des Erlebte sofort wieder zu vergessen. Insofern gleicht sein Schicksal dem des Films.“

„Ein rundes, überaus spaßiges Genrewerk mit düsteren Untertönen und einem, wie immer, mit Leib und Seele agierenden Peter Cushing.“

„Auch wenn ein insgesamt gemächliches Tempo vorherrscht und der Film sein Alter von mehr als 50 Jahren natürlich nicht verleugnen kann, lässt man sich gerne auf dieses dramaturgisch bestens ausformulierte Abenteuer ein. Die Schauspieler sind mit Inbrunst und Engagement bei der Sache, und speziell der – hier noch ungewohnt jung aussehende – Peter Cushing bekleidet hier erstmals eine Rolle mit Bravour, wie er sie in den nächsten Jahren noch etliche Male spielen sollte. So manches ‚Nebendrama‘ wie der an mangelnder Konstitution scheiternde Fotograf im Team und interessante Figuren in der zweiten Reihe wie der Lama, der die Rolle des warnenden Orakels spielt, oder die fürs damalige Frauenbild ungewohnt selbstbewusste und initiative Helen, tragen ihren Teil dazu bei, dieses frühe Hammer-Werk zu einem spektablen Klassiker zu machen.“

## Hintergrund
- Für die Maske war Phil Leakey zuständig, für die Kostüme Beatrice Dawson verantwortlich, die im Jahr zuvor eine Oscar-Nominierung für ihre Arbeit an Mr. Pickwick (The Pickwick Papers) erhielt.
- Die Hammer-Produktion wurde in den Pinewood Studios und in den französischen Pyrenäen gedreht.
- Wörtlich übersetzt heißt der englische Originaltitel: Der abscheuliche Schneemensch.
- 1977 wurde von Frank Kramer ein italienischer Horrorfilm mit dem ähnlichen Titel Yeti – Der Schneemensch kommt inszeniert.
- Robert Brown wurde später bekannt als Darsteller des M in den James-Bond-Filmen.